# Seleção Sueca de Futebol
A Seleção Sueca de Futebol (em sueco, Svenska fotbollslandslaget) representa a Suécia nas competições de futebol da Federação Internacional de Futebol. Tem como arena nacional o estádio Friends Arena em Solna, situada ao norte do centro da capital Estocolmo. 

## História
A seleção sueca chegou a ter um papel protagonista no futebol, com a medalha de ouro nos Jogos Olímpicos de Verão de 1948, e a medalha de prata no Mundial de 1958, disputado em território sueco, e vencido pelo Brasil.
Outro feito da Suécia foi o terceiro lugar na Copa do Mundo FIFA de 1994, com a geração de Henrik Larsson, Tomas Brolin, Martin Dahlin, Thomas Ravelli e Kennet Andersson.
No Campeonato Europeu de Futebol, sua melhor posição foi o 3º lugar em 1992, quando foi sede do campeonato.
Em 2006, o técnico Lars Lagerbäck mostrava confiança de que seu time pudesse voltar a figurar nas primeiras colocações na Copa do Mundo FIFA de 2006.
A Suécia fez uma ótima Eliminatória - ficando em segundo lugar no seu grupo, com o mesmo número de pontos que a líder croata.
A seleção sueca mudou então um pouco uma característica histórica típica - ter times muito fortes e bem estruturados na defesa.
Desta vez, a equipe mostrou alguns pontos vulneráveis na retaguarda, e sua grande força estava no ataque, com o talento e a experiência internacional do trio Fredrik Ljungberg - Zlatan Ibrahimović - Christian Wilhelmsson.
Nesse ano, a seleção sueca chegou aos oitavas-de-final, terminando em 14º lugar na classificação geral, eliminada pela Alemanha.
No Campeonato Europeu de Futebol de 2008, a Suécia foi eliminada logo na primeira fase.
Em 2010, voltou a ser eliminada na fase inicial do Campeonato Mundial, tendo sido ultrapassada pela Dinamarca e por Portugal.
No Campeonato Europeu de Futebol de 2012, a Suécia voltou a ser eliminada na primeira fase, ficando atrás da Inglaterra, da França e da Ucrânia, apesar de Zlatan Ibrahimović ter brilhado com os seus golos.
No apuramento para o Mundial 2014 , Cristiano Ronaldo marcou um hat-trick e conseguiu o apuramento para Portugal sendo a Suécia a ficar para atrás após ganhar de 2-1 no passado.

## Maiores goleadores
| # | Jogador            | Carreira  | Gols | Partidas |
| - | ------------------ | --------- | ---- | -------- |
| 1 | Zlatan Ibrahimović | 2001–2016 | 62   | 116      |
| 2 | Sven Rydell        | 1923–1932 | 49   | 43       |
| 3 | Gunnar Nordahl     | 1942–1948 | 43   | 33       |
| 4 | Henrik Larsson     | 1993–2009 | 37   | 106      |
| 5 | Gunnar Gren        | 1940–1958 | 32   | 57       |
| 6 | Kennet Andersson   | 1990–2000 | 31   | 83       |
| 7 | Marcus Allbäck     | 1999–2008 | 30   | 74       |
| 8 | Martin Dahlin      | 1991–1997 | 29   | 60       |
| 9 | Tomas Brolin       | 1990–1995 | 27   | 47       |
| 9 | Agne Simonsson     | 1957–1967 | 27   | 51       |

## Uniformes

### Uniformes dos jogadores
- 1º - Camisa amarela, calção azul e meias amarelas;
- 2º - Camisa azul, calção e meias azuis.

| 1º Uniforme | 2º Uniforme | Alternativo |

### Uniformes dos goleiros
- Camisa verde, calção e meias verdes;
- Camisa azul, calção e meias azuis;
- Camisa rosa, calção e meias rosas.

| Cores do Time · Cores do Time · Cores do Time · Cores do Time · Cores do Time | Cores do Time · Cores do Time · Cores do Time · Cores do Time · Cores do Time | Cores do Time · Cores do Time · Cores do Time · Cores do Time · Cores do Time |

### Uniformes anteriores
- 2022

| 1º Uniforme | 2º Uniforme |

- 2020

| 1º Uniforme | 2º Uniforme |

- 2018

| Primeiro | Segundo |

- 2016

| 1º uniforme | 2º uniforme | Alternativo |

- 2014

| 1º uniforme | 2º uniforme |

- 2013

| 1º uniforme | 2º uniforme |

- 2012

| 1º uniforme | 2º uniforme |

- 2010

| 1º uniforme | 2º uniforme |

- 2002-2003

| 1º uniforme | 2º uniforme |

- 2000-2001

| 1º uniforme | 2º uniforme |

- 1998-1999

| 1º uniforme | 2º uniforme |

- 1996-1998

| 1º uniforme | 2º uniforme |

- 1994-1995

| 1º uniforme | 2º uniforme |

### Fornecedor esportivo
| Marca  | Período                    |
| ------ | -------------------------- |
| Umbro  | Copa do Mundo FIFA de 1970 |
| Adidas | 1974–2003                  |
| Umbro  | 2003–2013                  |
| Adidas | 2013–presente              |

## Títulos
- Jogos Olímpicos: 1 (1948);

Observação: Os Jogos Olímpicos de 1908 até 1956 são considerados títulos oficiais: .
- Torneio das Quatro Nações: 1 (1988);
- Campeonato Nórdico: 9 (1933–1936, 1937–1947, 1948–1951, 1952–1955, 1956–1959, 1960–1963, 1964–1967, 1968–1971, 1972–1977);

## Campanhas destacadas
- Copa do Mundo: 2º lugar em 1958; 3º lugar em 1950 e 1994 e 4º lugar em 1938
- Olimpíadas: medalha de bronze em 1924 e 1952
- Campeonato Europeu de Futebol: 3º lugar em 1992